# Єгоров Андрій Іванович
Андрі́й Іва́нович Єго́ров (1904 , Сизранський повітd, Самарська губернія, Російська імперія  — 27 липня 1941 , Москва ) — радянський діяч органів державної безпеки, майор державної безпеки. Депутат Верховної Ради УРСР 1-го скликання.

## Біографія
Народився 1904 року в родині селянина-середняка в селі Затеревка Сизранського повіту, тепер Самарська область, Росія. У 1914 році закінчив початкову школу у місті Сизрані. У 1914–1917 роках — учень Сизранського реального училища, закінчив три класи. У 1917–1919 роках — учень Сизранської трудової школи 2-го ступеня, закінчив два класи.
У травні 1919 — лютому 1921 року — діловод Сизранського повітового продовольчого комітету. У 1921 році вступив до комсомолу.
У лютому 1921 — січні 1923 року — співробітник для доручень політбюро ЧК — уповноваженого ДПУ по Сизранському повіту. У січні 1923 — лютому 1924 року — секретар слідчого Сизранського повітового бюро юстиції. У лютому — липні 1924 року — народний слідчий Сизранського повітового бюро юстиції.
У липні 1924 — вересні 1925 року — помічник уповноваженого Ульяновського губернського відділу ДПУ по Сизранському повіту. У вересні 1925 — 1926 року — старший уповноважений Ульяновського губернського відділу ДПУ. У жовтні 1926 — січні 1928 року — уповноважений економічного відділу Ульяновського губернського відділу ДПУ.
Член ВКП(б) з квітня 1927 року.
У січні 1928 — грудні 1930 року — начальник відділення Повноважного представництва ОДПУ по Нижньо-Волзькому краю. У грудні 1930 — грудні 1932 року — начальник відділення Астраханського оперативного сектору ДПУ.
У грудні 1932 — січні 1934 року — помічник начальника секретно-політичного відділу Повноважного представництва ОДПУ по Нижньо-Волзькому краю. У січні — липні 1934 року — помічник начальника секретно-політичного відділу Повноважного представництва ОДПУ по Сталінградському краю. У липні 1934 — серпні 1936 року — помічник начальника секретно-політичного відділу УДБ УНКВС по Сталінградському краю. У серпні — грудні 1936 року — заступник начальника секретно-політичного відділу УДБ УНКВС по Сталінградському краю. У грудні 1936 — квітні 1937 року — заступник начальника 4-го відділу УДБ УНКВС по Сталінградському краю.
У квітні 1937 — лютому 1938 року — заступник начальника 5-го відділення 4-го відділу ГУДБ НКВС СРСР у Москві.
26 лютого 1938 — 2 грудня 1938 (офіційно 14 січня 1939) року — начальник УНКВС по Чернігівській області.
2 грудня 1938 року заарештований органами НКВС. 8 липня 1941 року засуджений до розстрілу.

## Звання
- старший лейтенант державної безпеки (22.03.1936)
- капітан державної безпеки (5.11.1937)
- майор державної безпеки (15.06.1938)

## Нагороди
- орден «Знак Пошани» (22.07.1937)
- знак «Почесний робітник ВЧК-ГПУ (XV)» (7.06.1937)